# Elecciones municipales de Perú de 1980
Las elecciones municipales de Perú de 1980 se llevaron a cabo el domingo 23 de noviembre de 1980 en todo el Perú, para elegir a los alcaldes provinciales y distritales para el período 1981-1983. Fueron convocadas por el presidente Fernando Belaúnde Terry a través del Decreto Supremo Nº 011-80-IN (15 de agosto de 1980). Fueron las primeras elecciones subnacionales desde 1966, tras 12 años de gobierno militar.
A comparación de las elecciones constituyentes de 1978 y las elecciones generales de mayo, los comicios municipales se destacaron por un grado relativamente bajo de polarización y efervescencia política. No obstante, el contexto electoral estuvo marcado por una intensa movilización popular, que incluso llegó a poner en riesgo el desarrollo de las elecciones, y el inicio de las acciones terroristas de Sendero Luminoso, que llevó a cabo numerosos atentados en la víspera y el mismo día de la votación en varios locales de sufragio en Huamanga.
Acción Popular llegó a las elecciones con la ventaja del abrumador respaldo electoral obtenido en mayo, pero también enfrentó el desgaste inicial de la crisis económica y el desarrollo de numerosas huelgas, marchas y paros. El Partido Aprista Peruano sufría una crisis interna tras la derrota en las generales y el cisma de un sector que finalmente formó el Movimiento de Bases Hayistas. La izquierda, severamente golpeada por la gran pérdida de su caudal electoral, se presentó unida bajo la coalición Izquierda Unida. El Partido Popular Cristiano, también afectado por el colapso electoral de mayo, trató de distanciarse del gobierno.
A pesar de una disminución en su votación comparado con las elecciones generales, Acción Popular se consolidó nuevamente como el partido más votado a nivel nacional y consiguió el control de la inmensa mayoría de los concejos provinciales, incluyendo la capital peruana, Lima, que no volvería a ganar hasta  casi cuarenta años después. Izquierda Unida, a pesar de la campaña que intentó vincularla con la violencia política de Sendero Luminoso, se recuperó del desastre electoral en las generales y emergió como la segunda fuerza política del país, obteniendo la victoria en plazas electorales importantes como Arequipa y Puno; aunque no logró un número significativo de concejos provinciales, estuvo cerca de ganar en Lima.
El Partido Aprista Peruano sufrió una notable pérdida de votantes: su histórico «tercio del electorado» disminuyó significativamente y cayó al tercer lugar en el recuento general, aunque obtuvo más concejos provinciales que Izquierda Unida. Incluso en su tradicional bastión del «sólido norte» cedió espacios a Acción Popular y a la izquierda. Los resultados del Partido Popular Cristiano fueron aún más desalentadores: quedó en cuarto lugar y no consiguió el control de ningún concejo provincial, a pesar de haber aumentado su número de votantes en comparación con las elecciones de mayo.
Estos cuatro partidos políticos dominaron prácticamente todos los concejos provinciales de la República. Los únicos otros partidos que lograron victorias fueron el Frente Nacional de Trabajadores y Campesinos (en Azángaro, Chucuito, Huancané, Lampa y San Román) y la Unión Nacional Odriísta (en Tarma). Las provincias de Celendín y Chanchamayo fueron ganadas por movimientos independientes.

## Sistema electoral
El marco legal de estas elecciones estuvo constituido por el Decreto Ley N° 14250 (5 de diciembre de 1962), la Ley N° 14669 (24 de septiembre de 1963) y su modificatoria por la Ley N° 16152 (31 de mayo de 1966) y la Constitución Política del Perú (con atención a su disposición segunda, que establecía la realización de las elecciones municipales «dentro de los seis meses siguientes a la instalación del gobierno constitucional»).
Las municipalidades provinciales y distritales constituyen el órgano administrativo y de gobierno de las provincias y los distritos del Perú. Están compuestas por el concejo municipal (provincial y distrital). La votación se realiza en base al sufragio universal, que comprende a todos los ciudadanos nacionales mayores de dieciocho años, empadronados y residentes en la provincia o el distrito y en pleno goce de sus derechos políticos, así como a los ciudadanos no nacionales residentes y empadronados en la provincia o el distrito.
Los concejos municipales están compuestos por entre 5 y 14 concejales (excepto el de la provincia de Lima, compuesto por 39 concejales) elegidos por sufragio directo para un período de tres (3) años. La votación es por lista cerrada y bloqueada. Se asigna a cada lista los escaños según el método d'Hondt. Es elegido como alcalde el candidato que ocupe el primer lugar de la lista que haya obtenido la más alta votación.

## Partidos y líderes
A continuación se muestra una lista de los principales partidos y alianzas electorales que participaron en las elecciones:
| Candidatura | Candidatura | Partidos y alianzas | Líderes | Líderes                      | Ideología                                                  |
| ----------- | ----------- | --- | ------- | ---------------------------- | ---------------------------------------------------------- |
|             | AP          | Lista - Acción Popular (AP) |         | Fernando Belaúnde Terry      | Humanismo Nacionalismo cívico Reformismo                   |
|             | IU          | Lista - Izquierda Unida (IU) – Unión de Izquierda Revolucionaria (UNIR) – Unidad Democrático Popular (UDP) – Partido Socialista Revolucionario (PSR) – Partido Comunista Revolucionario (PCR) – Partido Comunista Peruano (PCP) – Frente Obrero Campesino Estudiantil y Popular (FOCEP) |         | Alfonso Barrantes Lingán     | Marxismo-leninismo Mariateguismo Socialismo democrático    |
|             | APRA        | Lista - Partido Aprista Peruano (APRA) |         | Armando Villanueva del Campo | Aprismo                                                    |
|             | PPC         | Lista - Partido Popular Cristiano (PPC) |         | Luis Bedoya Reyes            | Democracia cristiana Conservadurismo Liberalismo económico |
|             | FNTC        | Lista - Frente Nacional de Trabajadores y Campesinos (FNTC) |         | Roger Cáceres Velásquez      | Nacionalismo de izquierda Tahuantinsuyismo                 |
|             | UNO         | Lista - Unión Nacional Odriista (UNO) |         | Víctor Freundt Rosell        | Odriismo Conservadurismo social Nacionalismo               |

## Resultados

### Sumario general
| Partidos y coaliciones | Partidos y coaliciones                              | Voto popular | Voto popular | Voto popular | Alcaldías | Alcaldías |
| Partidos y coaliciones | Partidos y coaliciones                              | Votos        | %            | ±pp          | Total     | +/−       |
| ---------------------- | --------------------------------------------------- | ------------ | ------------ | ------------ | --------- | --------- |
|                        | Acción Popular (AP)                                 | 1,402,622    | 35.86        | n/a          | 103       | n/a       |
|                        | Izquierda Unida (IU)                                | 934,626      | 23.90        | n/a          | 14        | n/a       |
|                        | Partido Aprista Peruano (APRA)                      | 887,686      | 22.69        | n/a          | 22        | n/a       |
|                        | Partido Popular Cristiano (PPC)                     | 426,363      | 10.90        | n/a          | 0         | n/a       |
|                        | Frente Nacional de Trabajadores y Campesinos (FNTC) | 67,709       | 1.73         | n/a          | 5         | n/a       |
|                        | Unión Nacional Odriísta (UNO)                       | 15,276       | 0.39         | n/a          | 1         | n/a       |
|                        | Independientes                                      | 177,104      | 4.53         | n/a          | 2         | n/a       |
|                        |                                                     |              |              |              |           |           |
| Total                  | Total                                               | 3,911,386    |              |              | 152       | n/a       |
|                        |                                                     |              |              |              |           |           |
| Votos válidos          | Votos válidos                                       | 3,911,386    | 85.64        | n/a          |           |           |
| Votos en blanco        | Votos en blanco                                     | 442,845      | 9.69         | n/a          |           |           |
| Votos nulos            | Votos nulos                                         | 212,705      | 4.65         | n/a          |           |           |
| Votos emitidos         | Votos emitidos                                      | 4,566,936    | 69.78        | n/a          |           |           |
| Abstenciones           | Abstenciones                                        | 1,977,681    | 30.22        | n/a          |           |           |
| Votantes registrados   | Votantes registrados                                | 6,544,617    |              |              |           |           |
|                        |                                                     |              |              |              |           |           |
| Fuente:                |                                                     |              |              |              |           |           |

### Resultados por provincia
La siguiente tabla enumera el control de las provincias donde se ubican las capitales de cada departamento, así como en aquellas con un número de electores por encima o alrededor de 30.000.
| Provincia        | Electores | Alcalde(sa) electo(a)          | Partido político | Partido político                |
| ---------------- | --------- | ------------------------------ | ---------------- | ------------------------------- |
| Lima             | 2 172 939 | Eduardo Orrego Villacorta      |                  | Acción Popular                  |
| Arequipa         | 239 615   | José Villalobos Ampuero        |                  | Izquierda Unida                 |
| Callao           | 230 057   | Ricardo Muelle Maturana        |                  | Acción Popular                  |
| Trujillo         | 220 382   | Jorge Torres Vallejo           |                  | Partido Aprista Peruano         |
| Chiclayo         | 166 877   | Flavio Núñez Izaga             |                  | Partido Aprista Peruano         |
| Huancayo         | 128 279   | Luis Carlessi Bastarrachea     |                  | Acción Popular                  |
| Piura            | 120 665   | Francisco Hilbck Eguiguren     |                  | Acción Popular                  |
| Santa            | 112 783   | Juan Valdivia Romero           |                  | Partido Aprista Peruano         |
| Chancay          | 107 690   | Genaro Verano Conde            |                  | Acción Popular                  |
| Chincha          | 86 530    | José Avilés Márquez            |                  | Acción Popular                  |
| Ica              | 85 214    | José Barco Massa               |                  | Acción Popular                  |
| Cusco            | 84 866    | Hernán Monzón Vásquez          |                  | Acción Popular                  |
| Maynas           | 78 641    | Luis Lozano Lozano             |                  | Acción Popular                  |
| Cajamarca        | 64 198    | Víctor Noriega Valera          |                  | Partido Aprista Peruano         |
| Puno             | 61 865    | Jaime Ardiles Franco           |                  | Izquierda Unida                 |
| Sullana          | 61 760    | Jaime Burneo Arrese            |                  | Acción Popular                  |
| Melgar           | 61 308    | Filiberto Villar Rojas         |                  | Acción Popular                  |
| Lambayeque       | 56 398    | Ángel Gonzales Castro          |                  | Partido Aprista Peruano         |
| Chucuito         | 52 794    | Zacarías Cárdenas Zapana       |                  | Frente Nacional de Trabajadores |
| Cañete           | 52 525    | Walter Ruiz Tovar              |                  | Acción Popular                  |
| Tacna            | 49 817    | Guillermo Silva Flor           |                  | Acción Popular                  |
| Pacasmayo        | 49 706    | Virgilio Purizaga Aznarán      |                  | Partido Aprista Peruano         |
| Jauja            | 49 136    | Otto Núñez Zárate              |                  | Acción Popular                  |
| Coronel Portillo | 47 913    | Manuel Vásquez Valera          |                  | Izquierda Unida                 |
| Tarma            | 43 806    | Pedro Baldeón Pantoja          |                  | Unión Nacional Odriísta         |
| Pasco            | 43 320    | Víctor Arias Vicuña            |                  | Acción Popular                  |
| Huánuco          | 42 465    | Luis Seijas Rengijo            |                  | Acción Popular                  |
| Azángaro         | 41 959    | Edmundo Núñez Vásquez          |                  | Frente Nacional de Trabajadores |
| Talara           | 40 722    | Luis Romero Agurto             |                  | Partido Aprista Peruano         |
| Huamanga         | 40 698    | Víctor Jáuregui Mejía          |                  | Acción Popular                  |
| Huaral           | 40 627    | Melchor Cárdenas Vásquez       |                  | Acción Popular                  |
| Andahuaylas      | 38 775    | Camilo Abuhadba Abedrado       |                  | Acción Popular                  |
| Otuzco           | 36 617    | José Castañeda Villanueva      |                  | Partido Aprista Peruano         |
| Huancané         | 36 245    | Cirilo Huanca Linares          |                  | Frente Nacional de Trabajadores |
| Huaraz           | 35 282    | Víctor Valenzuela Guardia      |                  | Izquierda Unida                 |
| Pisco            | 34 745    | Diego Molina Saravia           |                  | Izquierda Unida                 |
| Chota            | 34 664    | Abel Carbajal Pérez            |                  | Acción Popular                  |
| Morropón         | 34 481    | José Távara Pasapera           |                  | Izquierda Unida                 |
| Huancavelica     | 33 316    | Taciano Girón Rojas            |                  | Izquierda Unida                 |
| Dos de Mayo      | 31 249    | Oriol Mendoza Dávila           |                  | Acción Popular                  |
| San Román        | 30 491    | Luis Cáceres Velásquez         |                  | Frente Nacional de Trabajadores |
| Yauli            | 30 130    | Julio Barrios Barrera          |                  | Acción Popular                  |
| San Martín       | 30 079    | Reiser Gómez Gómez             |                  | Acción Popular                  |
| Tayacaja         | 29 553    | Humberto Pacheco Cabezas       |                  | Acción Popular                  |
| Bagua            | 27 516    | Adolfo Mori Rojas              |                  | Partido Aprista Peruano         |
| Tumbes           | 26 748    | Numa Cabrera García            |                  | Acción Popular                  |
| Canchis          | 26 684    | Wilfredo Cisneros Cadenas      |                  | Acción Popular                  |
| Jaén             | 26 534    | Régulo Oblitas Guevara         |                  | Acción Popular                  |
| Lucanas          | 25 729    | Pablo Rodríguez Fernández      |                  | Acción Popular                  |
| Huarochirí       | 25 592    | Francisco León Palomino        |                  | Acción Popular                  |
| Sánchez Carrión  | 25 484    | Róger Gastañaduí Risco         |                  | Partido Aprista Peruano         |
| Nasca            | 25 402    | Aroldo Corzo Catalán           |                  | Partido Aprista Peruano         |
| Cutervo          | 25 188    | Luis Rivera Vásquez            |                  | Acción Popular                  |
| Mariscal Nieto   | 19 590    | Cristala Constantinides Rosado |                  | Izquierda Unida                 |
| Abancay          | 19 412    | Glicerio Carrión Soria         |                  | Acción Popular                  |
| Chachapoyas      | 14 786    | Napoleón Mendoza Jiménez       |                  | Acción Popular                  |
| Moyobamba        | 9 624     | César Arévalo Seijas           |                  | Acción Popular                  |
| Tambopata        | 7 527     | María Faki de Herrera          |                  | Acción Popular                  |